# 抽水蓄能电站

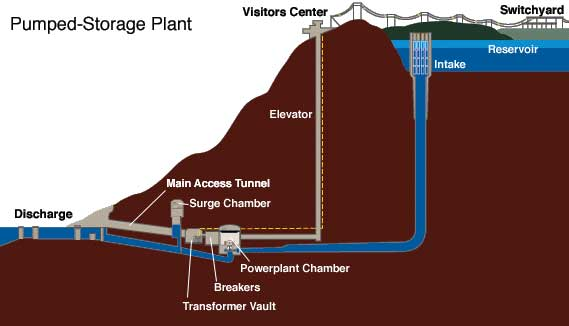

抽蓄發電（Pumped-storage hydroelectricity），又稱抽水蓄能电站，是一種特殊的水力發電廠。它將離峰電力以水的位能儲存起來的大型裝置，當用電尖峰時再用來發電。
換言之，這類「發電廠」本身沒有發電的能力。它先從其他發電廠輸入電力，然後在尖峰時間輸出電力。這使得火力和核能發電廠等基載發電廠能夠以大致相同的輸出來運作。

## 原理
使用水力抽蓄發電，利用離峰電力將水抽回來，再將水放出做水力發電。當電力生產過剩時，剩電便會供予電動抽水泵，把水輸送至地勢較高的蓄水庫，待電力需求增加時，把水閘放開，水便從高處的蓄水庫依地勢流往原來電抽水泵的位置，借水位能推動水道間的渦輪機重新發電，達至蓄能之效。

## 抽水蓄能用於風力發電
對風力發電機來說，過去風力僅用來發電，並不足以再用馬達抽水。其實風力發電機在運轉的同時，可以用空气压缩机壓縮空氣等儲能技術，將風力儲存起來，而在風大時利用唧筒抽水，將水存在高處並壓縮，當無風時將空气压缩机壓力擊向儲水巣，讓水壓帶動發電機，並形成風壓，讓風力發電機的葉片永遠在轉動。

## 相關
- 水力發電廠
- 抽蓄式水力發電廠列表
- 中华人民共和国抽水蓄能电站列表

## 外部連接
- 中的“抽水蓄能电站”
- Pumped Storage Hydro Power Plant （页面存档备份，存于）